# رامون لوبيز
رامون لوبيز (بالبرتغالية: Ramon Lopez de Freitas) (7 أغسطس 1989 في بيلو هوريزونتي في البرازيل – )؛ هو لاعب كرة قدم يلعب كمهاجم لعب سابقاً في نادي خورفكان الإماراتي و نادي الفيحاء السعودي.

## وصلات خارجية
- رامون لوبيز على موقع اتحاد أوكرانيا (الإنجليزية)
- رامون لوبيز على موقع رابطة كرة القدم اليابانية للمحترفين (اليابانية)
- رامون لوبيز على موقع قاعدة بيانات كرة القدم.إي يو (الإنجليزية)
- رامون لوبيز على موقع Soccerway.com (الإنجليزية)
- رامون لوبيز على موقع عالم كرة القدم.نت (الإنجليزية)